# Бойд, Кейден
Кейден Майкл Бойд (англ. Cayden Michael Boyd; род. 24 мая 1994) — американский актёр. Брат актрисы Дженны Бойд.

## Биография
Кейден Бойд родился 24 мая 1994 года в Бедфорде, штат Техас. Вместе с матерью и старшей сестрой переехал в Лос-Анджелес. Дебютировал в фильме 2003 года «Таинственная река».

## Фильмография
| Год  |   | Русское название                 | Оригинальное название                       | Роль                            |
| ---- | - | -------------------------------- | ------------------------------------------- | ------------------------------- |
| 2003 | ф | Таинственная Река                | Mystic River                                | Майкл Бойл                      |
| 2003 | ф | Чумовая пятница                  | Freaky Friday                               | друг Гарри №2                   |
| 2004 | ф | Вышибалы                         | Dodgeball: A True Underdog Story            | Тимми                           |
| 2005 | ф | Приключения Шаркбоя и Лавы       | The Adventures of Sharkboy and Lavagirl 3-D | Макс                            |
| 2006 | ф | Люди Икс: Последняя битва        | X-Men: The Last Stand                       | Уоррен Уортингтон (в молодости) |
| 2007 | ф | Есть мечты — будут и путешествия | Have Dreams, Will Travel                    | Бенджамин "Бен" Рейнольдс       |
| 2008 | ф | Светлячки в саду                 | Fireflies in the Garden                     | Майкл Уичтер в детстве          |
| 2010 | с | Прошлая Жизнь                    | Past Life                                   | Ной Пауэлл                      |
| 2011 | с | Неуклюжая                        | Awkward.                                    | Брайан                          |